# Gordon McQueen
Gordon McQueen (26 de junho de 1952 – 15 de junho de 2023) foi um futebolista britânico.

## Carreira
McQueen atuou em 140 partidas pelo Leeds United, com o qual conquistou o título da primeira divisão em 1974 e o vice da Taça dos Clubes Campeões Europeus em 1975. Também jogou no Manchester United, onde venceu a Copa e a Supercopa da Inglaterra.
Competiu na Copa do Mundo FIFA de 1978, sediada na Argentina, na qual a seleção de seu país terminou na 11.º colocação dentre os 16 participantes.

## Morte
McQueen morreu em 15 de junho de 2023, aos setenta anos de Demência vascular em sua casa.